# کیرلو سیدورنکو
کیرلو سیدورنکو (اوکراینی: Кирило Володимирович Сидоренко؛ زادهٔ ۲۵ ژوئیهٔ ۱۹۸۵) بازیکن فوتبال اهل اوکراین است.
از باشگاه‌هایی که در آن بازی کرده‌است می‌توان به باشگاه فوتبال اوبولون-برووار کیف، باشگاه فوتبال دنیپرو، باشگاه فوتبال آرسنال کی‌یف، باشگاه فوتبال ماریوپول، و باشگاه فوتبال دینامو مینسک اشاره کرد.